# 顧可學
顾可学（1482年—1560年），字与成，号惠岩，直隸無錫縣人，明朝政治人物，進士出身。

## 生平
弘治十七年（1504年）甲子科應天府鄉試第九十九名，弘治十八年（1505年）聯捷乙丑科二甲第五十八名進士。历官浙江参议。因被言官弹劾在部时盗用官帑，被斥归，家居二十多年。
世宗即位已久，沉迷道教，追求长生之术，顾可学见有机可乘，又适逢其同年进士严嵩方掌大权，于是重金贿赂严嵩，自称能将童男女小便练成秋石，服用之后可延年益寿。严嵩告知世宗，世宗遣使赏赐顾可学。可学上京谢恩，被任命为右通政。嘉靖二十四年（1545年）破格提拔为工部尚书，不久改礼部尚书，再加封至太子太保。顾可学靠方术获得皇帝眷顾，被时论所恶。不久，可学以年老乞休。病卒后，朝廷赐祭葬，谥荣僖。隆庆初年（1567年）夺官，撤销谥号。《明史》将其置于《佞幸传》。

## 轶事
顧可學以歪門得做高官，吳人有「千場萬場尿，換得一尚書」之語。

## 家族
出身無錫顧氏。祖顧信，父顧懋章，母馬氏。具庆下。堂弟顧可久，官泉州府知府。

## 著作
- 《雨晴放舟蓉湖》

青山入虚舟，莲蓉照湖水。
散发白日长，谁识鸱夷子。

## 延伸阅读
[在维基数据编辑]
 《國朝獻徵錄·卷之三十四》，出自焦竑《國朝獻徵錄》
 《明史卷三百〇七》，出自《明史》